# Una donna molto speciale
Una donna molto speciale (Unhook the Stars) è un film del 1996 diretto da Nick Cassavetes.
Per Nick Cassavetes, che per l'occasione dirige la madre Gena Rowlands, si è trattato del debutto alla regia.

## Trama
La vedova Mildred è rimasta sola, dopo che il figlio si è sposato e la figlia ha improvvisamente cambiato casa. Per combattere la sua solitudine, inizia a badare al figlioletto di sei anni della sua vicina di casa Monica. Giorno dopo giorno Mildred instaura un rapporto speciale con il piccolo J.J., che le dà nuovi stimoli per reagire, nel frattempo conosce il camionista Big Tommy che inizia a corteggiarla.

## Produzione
Il film è stato prodotto dalla collaborazione tra Hachette Première, Miramax, e Sheen/Michaels Entertainment. Le attrezzature di illuminazione sono state fornite dalla Redman Movies and Stories; la Block-Korenbrot Public Relations si è occupata invece della pubblicità, mentre le attrezzature di produzione sono della Leonetti Company. Gli effetti speciali sono a cura di Rolf Larson, Peter Daniels, e Mark Arcolio. Le scene sono state ambientate completamente negli Stati Uniti, in particolare a Salt Lake City (Utah), e San Francisco (California). Le riprese si sono svolte dall'8 giugno 1995 a luglio dello stesso anno.

## Distribuzione
Il film in Italia è stato distribuito dalla Medusa Film. Negli States è stato invece distribuito nell'ottobre 1996 al Chicago International Film Festival; in Francia il 4 settembre 1996 dalla Pyramide Distribution; in Portogallo l'8 febbraio 1997 dalla Vitória Filmes; in Spagna il 17 gennaio 1997 dalla Ufilms, mentre in Argentina il 27 gennaio 1998 dalla Gativideo.

## Accoglienza

### Incassi
La pellicola ha incassato in patria nel primo week-end di apertura 33258 $, e in tutto 234843 $.

### Critica
Su Rotten Tomatoes ha ottenuto un punteggio dell'81%, con una media dei voti di 6,50 su 10 basata su 21 critiche.